# Gabriel Lamé
Gabriel Léon Jean Baptiste Lamé, född 22 juli 1795 i Tours i Frankrike, död 1 maj 1870 i Paris, var en fransk matematiker och ingenjör.
Lamé blev professor i sannolikhetskalkyl vid Sorbonne 1851. Han ägnade elasticitetslärans grunder ett berömt arbete: Leçons sur la théorie mathématique de l'élasticité des corps solides (1852). Superellipsen kallas också Lamékurvan efter Gabriel Lamé.
År 1854 invaldes han i svenska Vetenskapsakademien. Lamés namn är ett av de 72 namn som finns inskrivna på Eiffeltornet.